# Tessera

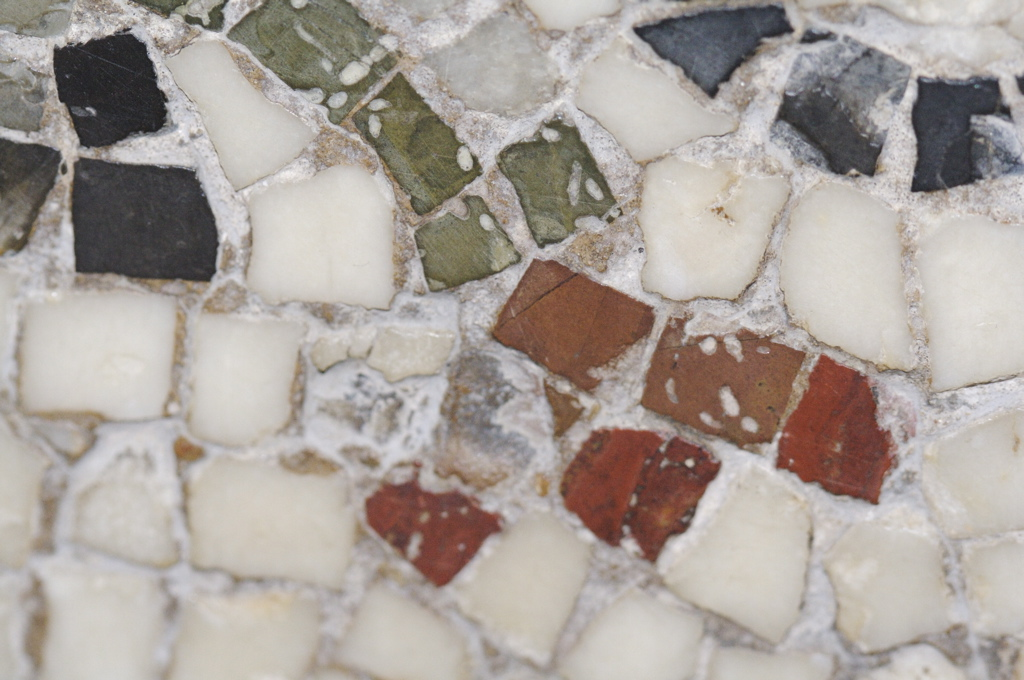
Tesserae bzw. Mosaiksteine

Tessera (lat. für Viereck; Plural: tesserae; das Wort ist abgeleitet vom altgriechischen τέσσαρα téssera „vier“) ist die Bezeichnung für die kleinen viereckigen, mehreckigen oder runden Plättchen aus Stein, Keramik, Erz, Blei, Bein, Terrakotta, Glas oder ähnlichen harten Materialien, mit denen man Mosaiken auslegt. Später wurde tessera auch zur Bezeichnung für den Spielwürfel und für die Plättchen, die als Ausweis, Eintrittskarte oder Münzersatz benutzt wurden. Diese tesserae konnten auch andere Formen haben, so sind etwa vielfach tesserae in runder Form, aber auch in Stabform oder figürlich belegt.

## Tesserae als Marken

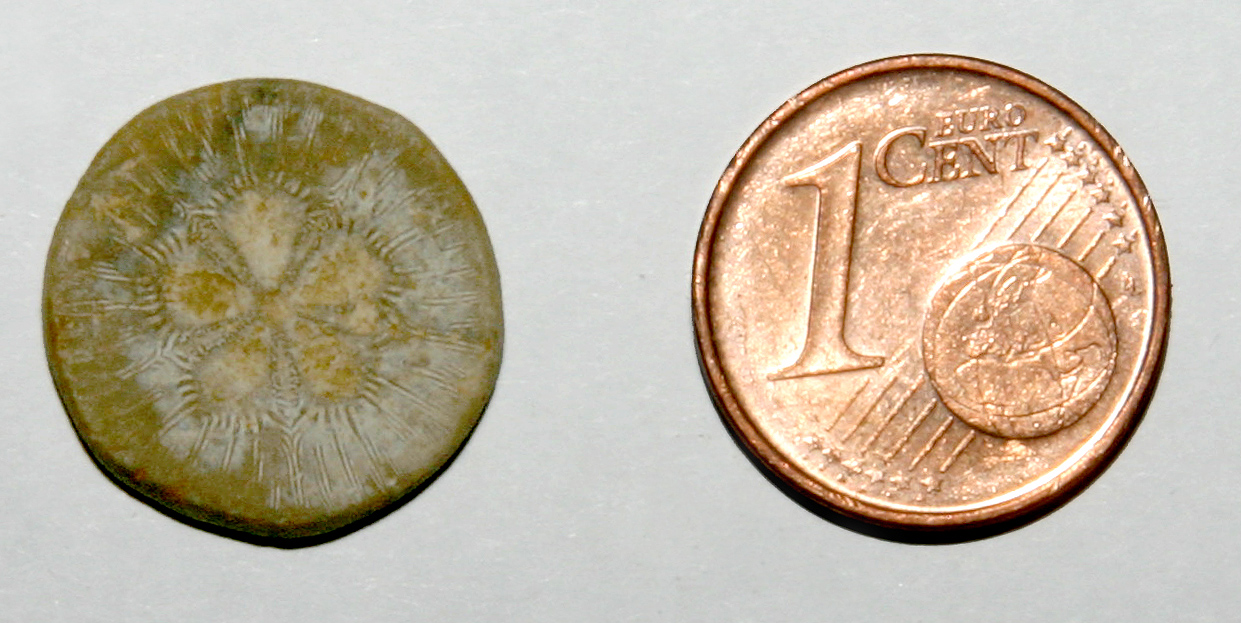
Größenvergleich: Römische Tessera - 1 Cent

Bei den Griechen wurden tesserae σύμβολα / sýmbola (Singular: Symbolon) genannt und waren Berechtigungs-, Eintritts- oder Erkennungsmarken sowie Spiel- und Zählmarken. In Athen wurde sie als Teilnahmemarken für die Volksversammlungen und die Gerichtsverhandlungen benutzt und waren als solche Anrechtsmarken auf finanzielle Entschädigung. Symbolon bezeichnete auch die Aufenthaltsgenehmigung für vorübergehend im Land lebende Fremde (Xenoi, genauer parepidēmúntes παρεπιδημοῦντες).
Beim römischen Militär wurden tesserae militares verwendet. Beispielsweise konnte auf diesen der Name des Soldaten aufgebracht sein; die Objekte dienten dann als eine Art Erkennungsmarke. Außerdem wurden tesserae in der Armee verwendet, um Losungsworte zu übermitteln. Davon leitete sich der Name des tesserarius her, der als Mitarbeiter eines Centurio unter anderem diese Aufgabe zu erledigen hatte.

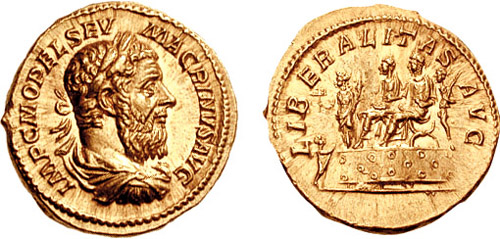
Aureus des Macrinus – Der Kaiser verteilt tesserae unter dem Volk

Die bekanntesten tesserae haben die Form von Münzen. Sie wurden ebenso wie diese geprägt und bestanden meist aus Messing. Auf dem Revers waren meist Zahlen von I bis XVI – selten bis XIX – geprägt, auf dem Avers war in der frühen Kaiserzeit der Kopf des Kaisers geprägt. Diese tesserae frumentariae waren Getreidemarken, die als Berechtigungsmarken für die kostenlose Versorgung mit Getreide (lateinisch annōna) fungierten. Eingeführt wurden sie um 23 v. Chr. im Zuge der Reform der Getreideversorgung der Stadt Rom durch Augustus. Die Zahlen markieren den Tag der Getreideausgabe zwischen den Iden und den Kalenden; die Bestimmung des Tages erfolgte durch Rückwärtszählung von den Kalenden. Tesserae, die als Theatereintrittsmarken Verwendung fanden, wurden auch aus Ton gefertigt.

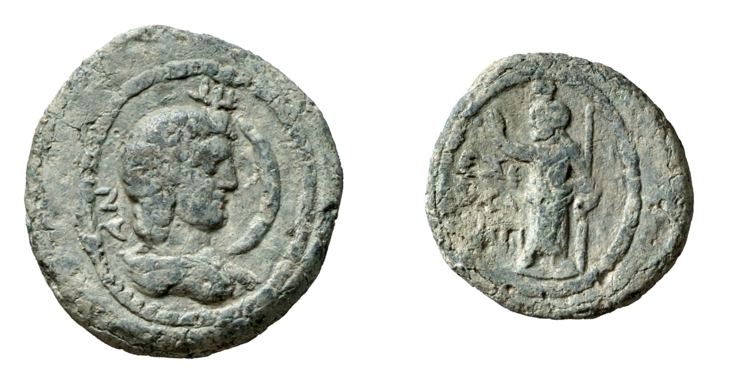
Römische Bleitessera geprägt in Alexandria unter Hadrian. Avers: Antinoos mit Hem-Hem-Krone und Mondsichel. Revers: Sarapis mit Kalathos und Zepter

Im privaten Bereich gab es gegossene Blei-tesserae, die innerhalb des Klientelwesens als Gutscheine für Geld oder Nahrungsmittel verwendet wurden. Auch im religiösen Leben und bei Festen wurden sie als eine Art Ersatzgeld verwendet. Eine besondere Gruppe der tesserae sind die spintriae, die wohl im Bereich der Prostitution Verwendung fanden.
Aus Elfenbein gefertigte Scheiben mit konzentrischen Ringen und Zahlen von I bis XX auf dem Avers waren Spielsteine, in Tier- oder Pflanzenform waren sie wahrscheinlich im privaten Bereich verwendete Lossteine.
Metalla, die früher als Bergwerksmarken bezeichnet wurden, sind trotz Ähnlichkeiten keine tesserae.

## Tesserae nummulariae
Tesserae nummulariae waren in der Regel vierkantige, selten auch sechskantige, Stäbchen aus Bein bzw. Elfenbein, die als Etiketten für Geldsäckchen dienten. Mit ihrer Hilfe konnte auf dem Behältnis vermerkt werden, dass das darin befindliche Geld hinsichtlich seiner Menge oder Echtheit durch einen Münzwechsler oder -prüfer (Nummularius) überprüft worden war.
Für die Beschriftung der vierkantigen Stäbchen bildete sich eine feste Konvention heraus. Demnach stand auf der ersten Seite der Name des Sklaven, auf der zweiten Seite der Name seines Herrn, auf der dritten Seite der Prüfvermerk (spectavit oder eine Abkürzung davon) mit Angabe von Tag und Monat und auf der vierten Seite die Jahresangabe durch Nennung der beiden amtierenden Konsuln. Bei den sechskantigen Stäbchen sind die ersten vier Seiten in derselben Reihenfolge beschriftet wie bei den vierkantigen Stäbchen. Die beiden übrigen Seiten sind mit Ornamenten verziert.
So befinden sich auf einem vierkantigen Stäbchen aus Bein, das auf den 23. Juli des Jahres 5 n. Chr. datiert ist, folgende Angaben:
CINNAMVS

HOSTILI

SP· X· K· AVG

C· VIB· C· ATEI· COS
„Cinnamus, (Sklave) des Hostilius, hat am 23. Juli die Prüfung durchgeführt, als C. Vibius und C. Ateius Konsuln waren.“